# Emory (cráter)

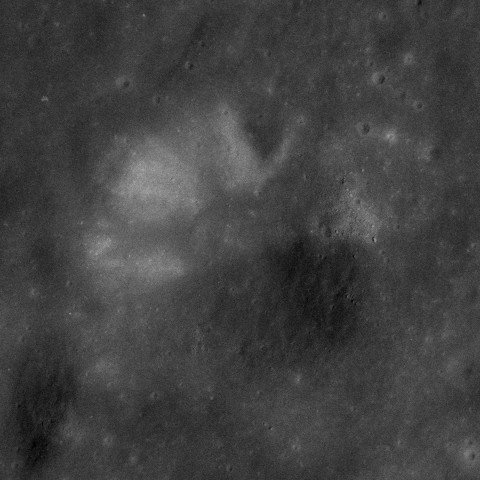
Imagen panorámica desde el Apolo 17

Emory es un pequeño cráter lunar situado en el valle Taurus-Littrow. Los astronautas Eugene Cernan y Harrison Schmitt aterrizaron al unos 3 km al norte del cráter, pero no fue directamente visitado en el rover durante la misión Apolo 17 en 1972.
Emory se halla al sur del cráter Steno y de la Estación Geológica 1. Al suroeste aparecen Mackin y Hess.

## Denominación

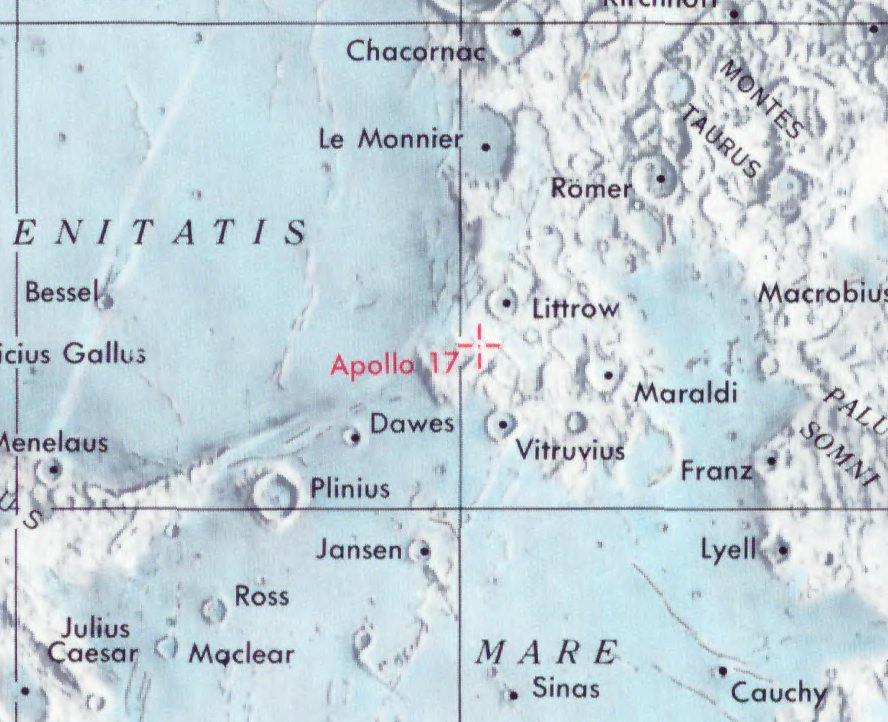
Localización del lugar de aterrizaje del Apolo 17

El cráter fue nombrado por los astronautas en referencia al explorador y topógrafo William Hemsley Emory. La denominación tiene su origen en los topónimos utilizados en la hoja a escala 1/50.000 del Lunar Topophotomap con la referencia "43D1S1 Apollo 17 Landing Area".